# Alonso Arteaga Yepes
Alonso Arteaga Yepes (* 12. Februar 1925 in Donmatías; † 30. Oktober 1989) war ein kolumbianischer römisch-katholischer Geistlicher und Bischof von Espinal.

## Leben
Alonso Arteaga Yepes empfing am 19. Juli 1953 das Sakrament der Priesterweihe.
Am 12. September 1962 ernannte ihn Papst Johannes XXIII. zum Titularbischof von Auzegera und zum Weihbischof in Popayán. Der Apostolische Nuntius in Kolumbien, Erzbischof Giuseppe Paupini, spendete ihm am 11. November desselben Jahres die Bischofsweihe; Mitkonsekratoren waren der Bischof von Garzón, Gerardo Martínez Madrigal, und der emeritierte Bischof von Antioquía, Luis Andrade Valderrama OFM.
Papst Paul VI. bestellte ihn am 24. Juli 1965 zum Bischof von Ipiales. Arteaga Yepes nahm an der zweiten, dritten und vierten Sitzungsperiode des Zweiten Vatikanischen Konzils teil. Am 25. Oktober 1985 ernannte ihn Papst Johannes Paul II. zum Bischof von Espinal.